# معاهده نابرابر
معاهده نابرابر عنوانی‌ است که توسط چینی‌ها به رشته‌ قراردادهای منعقد شده با جهان غرب در سده‌های ۱۹ و ۲۰ میلادی داده شده‌است. دودمان چینگ زیر فشار حملات و تهدید قوای بیگانه غربی مجبور دادن امتیازاتی چون حذف تعرفه تجاری و گشودن بنادر پیمانی شد. با ظهور ناسیونالیسم چینی و امپریالیسم‌ستیزی در این کشور و تلاش‌های کومینتانگ و حزب کمونیست برای اقناع مردم به اثربخشی رویکردهای متفاوت‌شان در ایستادگی برابر این معاهده، از اوایل سده ۲۰ میلادی اعتبار قرارداد رو به افول گذاشت و تا چند دهه بعد به کلی از اعتبار ساقط شد. در سال ۱۸۵۴ نیز شوگون‌سالاری توکوگاوا با پذیرش عهدنامه کاناگاوا به این معاهده تن داد. نخستین معاهده نابرابر کره اما نه با غرب بلکه با ژاپن امضا شد؛ در سال ۱۸۷۵ با قدرت‌نمایی نظامی ژاپن در حادثه جزیره گانگوا، پادشاهی چوسان چاره‌ای جز گشودن درهای خود برای ژاپن و امضای عهدنامه جزیره گانگوا در سال ۱۸۷۶ نداشت.